# 白羊座49
白羊座49（49 Ari, 49 Arietis），是一颗位于白羊座的恒星，距离地球约210光年，视星等为5.91。